# Juan Serrador
 Juan Serrador (Argentina, 19 de febrero de 1905 - 16 de setiembre de 1963) fue un actor con larga trayectoria en el teatro y el cine. Era hermano de los actores Nora, Pepita, Teresa y Esteban Serrador.

## Carrera profesional
Hijo de Esteban Serrador (Barcelona) y Josefína Mari (Valencia) ambos actores, como sus hermanos Esteban, Pepita, Teresa y Nora Serrador.
Desde pequeño actuó en el teatro y en muchas oportunidades laboró junto a su hermano Esteban. 
En 1944 actuó junto a Luisa Vehil y Esteban Serrador en Me casé con tu mujer.
En 1944 participó en la representación de Platuda y de abolengo en un elenco en el cual actuaban, entre otras figuras, Aída Alberti, Nélida Quiroga, José Ramírez, Luis Sandrini, Esteban Serrador, Orestes Soriani y Tomás Simari. Por esa época también trabajó un tiempo en el programa cómico de radio El Relámpago.
En 1947 actuó en la obra de Marcel Pagnol, La mujer del panadero , dirigida por Francisco Madrid en el Teatro Cómico, en un elenco encabezado por Pepe Arias, junto a Carlos Pamplona, María Santos, Malvina Pastorino, Andrés Mejuto, Olimpio Bobbio, Raúl Landívar e Isidro Maiztegui. En 1953 actuó en la obra Un matrimonio inmoral en el Teatro Ateneo junto a Alberto Closas Margot Cossens e Irma Córdoba. 
En 1959 protagonizó con su hermano Esteban la obra ¿Conoce Ud. la Vía Láctea? de Karl Wittlinger en el Teatro Marconi, e integró el elenco de Los enredos de Mariana que protagonizaban Mirtha Legrand y Carlos Estrada por Canal 7. También ese año trabajó con su hermana Pepita en el Teatro Astral en Dulce pájaro de juventud dirigido por su hermano Esteban.
En 1961 actuó con Maruja Gil Quesada en el Teatro Itatí en la pieza Señora viuda necesita mayordomo.
En 1962 encabezó junto a Nelly Panizza y Vicente Ariño el elenco que representó Un amigo para Lolita.
En 1963 trabajó junto a Paulette Christian en El signo de Kikota .
En 1963 trabajó en la compañía encabezada por Ana María Campoy y José Cibrián en la obra Kiss me, Kate.
Debutó en cine en Todo un hombre (1943) y luego lo hizo en varios filmes, siendo destacada su participación en El que recibe las bofetadas (1947) dirigido por Boris H. Hardy.
Otros trabajó en televisión incluyen ciclos, teleteatros y especiales como Sol, mar y Silvia con Silvia Legrand, Virginia Romay e Ignacio Quirós; Cuentos para mayores con Iris Marga, Gilda Lousek, Ricardo Passano y Patricia Castell; Teleteatro del grupo de los diez con Daniel de Alvarado; y 'Teatro con Esteban y Juan Serrador junto a su hermano.
Falleció el 16 de setiembre de 1963  en el Sanatorio Marini de CABA víctima de un Cáncer de pulmón a los 57 años. Estuvo casado hasta su muerte con la vedette y cantante de opereta, Alba Regina (1918-2002), con quien tuvo a su única hija en 1957 llamada Alba Teresa.

## Filmografía
Actor
- Ensayo final … Tito Argüeyo (1955)
- La muerte está mintiendo … Horacio (1950)
- El que recibe las bofetadas … Barón Sergio  (1947)
- Soy un infeliz (1946)
- El gran amor de Bécquer (1946)
- Todo un hombre (1943)

## Televisión
- Sol, mar y Silvia.
- Teleteatro para mayores, ep. "El tiranuelo"
- Teleteatro del grupo de los diez
- Teatro con Esteban y Juan Serrador
- Los enredos de Mariana